# Георгівка (Павловська сільрада)
Георгівка (рос. Георгиевка) — присілок у Добринському районі Липецької області Російської Федерації.
Населення становить 186 осіб. Належить до муніципального утворення Павловська сільрада.

## Історія
З 13 червня 1934 до 1954 року у складі Воронезької області. Відтак входить до складу Липецької області.
Згідно із законом від 23 вересня 2004 року № 126-ОЗ органом місцевого самоврядування є Павловська сільрада.

## Населення
| 2010 |
| ---- |
| 186  |